# Copa del Rei de futbol 2015-16
La Copa del Rei de Futbol 2015-16 fou l'edició número 112 d'aquesta competició. Hi participaren els equips de Primera, Segona, Segona B i Tercera divisions, llevat dels equips filials d'altres clubs encara que juguin en aquestes categories.
El torneig va començar del 2 de setembre de 2015 i va finalitzar el 21 de maig de 2016. Defensava el títol el FC Barcelona, campió de l'edició anterior. El Barça va reeditar el títol, en vèncer el Sevilla FC a la final, i va guanyar així el seu 28è títol.
Des d'aquesta edició, està en disputa el 14è trofeu en possessió de la competició.

## Equips classificats
Disputen la Copa del Rei 2015–16, que van garantir la seva presència en funció de la seva classificació en les quatre primeres categories del sistema de lligues en la temporada 2014/15, i partint de determinades rondes segons la seva categoria en la corresponent campanya, els següents equips:

### Primera Divisió
Els vint equips de la Primera Divisió 2014-15:
| - UD Almeria - Athletic Club - Atlètic de Madrid - FC Barcelona - Celta de Vigo - Córdoba CF - Deportivo de La Coruña - SD Eibar - RCD Espanyol - Elx CF | - Getafe CF - Granada CF - Llevant UE - Málaga CF - Rayo Vallecano - Reial Madrid CF - Reial Societat - Sevilla FC - València CF - Vila-real CF |

### Segona Divisió
Vint-i-un equips de la Segona Divisió 2014-15 (exclòs el Futbol Club Barcelona B com a equip filial):
| - Albacete Balompié - AD Alcorcón - Deportivo Alavés - Girona FC - UD Las Palmas - CD Leganés - UE Llagostera - CD Lugo - RCD Mallorca - CD Mirandés - Real Betis Balompié | - CD Numancia de Soria - Club Atlético Osasuna - SD Ponferradina - Real Racing Club de Santander - RC Recreativo de Huelva - CE Sabadell FC - Real Sporting de Gijón - CD Tenerife - Real Valladolid CF - Reial Saragossa |

### Segona Divisió B
Vint-i-quatre equips de Segona Divisió B 2014-15: els quatre millors classificats en cadascun dels quatre grups, exceptuant els equips filials, a més dels quatre clubs amb major puntuació, sense distinció de grups.
| - CE Alcoià - Barakaldo CF - Cadis CF - SD Compostela - Cultural y Deportiva Leonesa - Gimnàstic de Tarragona - CD Guadalajara - CD Guijuelo - Hèrcules CF - SD Huesca - Huracà València CF - RB Linense | - Club Lleida Esportiu - UD Logroñés - UD Melilla - Real Murcia CF - Reial Oviedo - Racing Club de Ferrol - Real Unión Club - CF Reus Deportiu - CD Tudelano - UD Socuéllamos - UCAM Murcia CF - CF Villanovense |

### Tercera Divisió
Els divuit equips campions dels grups de Tercera Divisió 2014-15 (en cas que un equip filial sigui campió del seu grup la plaça s'adjudica a l'equip no filial millor classificat llevat de si el primer equip de l'esmentat filial jugués a Segona Divisió B i no es classifiqués per a la Copa del Rei; en aquest cas hi aniria el primer equip).
| - Pontevedra CF - Condal Club - SD Laredo - Club Portugalete - FC Ascó - CE Castelló - CF Rayo Majadahonda - Arandina CF - Linares Deportivo | - Algeciras CF - SD Formentera - CD Mensajero - FC Jumilla - Mérida AD - Peña Sport FC - CD Varea - CD Ebro - CF Talavera de la Reina |

## Primera ronda
Van disputar la primera ronda del torneig els quaranta-dos equips de Segona Divisió B i Tercera Divisió, dels quals sis van quedar exempts. L'eliminatòria es va decidir a partit únic el 2 de setembre de 2015, en el camp dels clubs les boles dels quals van ser extretes en primer lloc en el sorteig.
| Local                | Resultat         | Visitant                     |
| -------------------- | ---------------- | ---------------------------- |
| Condal Club          | 1-4              | Arandina CF                  |
| CD Tudelano          | 3-2              | SD Compostela                |
| CD Laredo            | 2-0              | Real Racing Club             |
| CD Guijuelo          | 1-0              | Pontevedra CF                |
| CD Varea             | 2-3              | Cultural y Deportiva Leonesa |
| CD Guadalajara       | 0-2              | CF Talavera de la Reina      |
| CD Ebro              | 2-2 (pen. 4 - 3) | Real Unión Club              |
| UD Socuéllamos       | 2-1              | Club Portugalete             |
| CD Mensajero         | 2-0              | CF Rayo Majadahonda          |
| CE Sabadell FC       | 1-1 (pen. 2 - 4) | CE Castelló                  |
| CE Alcoià            | 1-2              | SD Formentera                |
| Club Lleida Esportiu | 3-1              | Hèrcules CF                  |
| CF Reus Deportiu     | 2-0              | FC Ascó                      |
| UD Melilla           | 0-1              | Algeciras CF                 |
| RB Linense           | 1-0              | RC Recreativo de Huelva      |
| Real Murcia CF       | 0-1              | Cadis CF                     |
| Linares Deportivo    | 2-1              | FC Jumilla                   |
| Mérida AD            | 0-3              | Peña Sport FC                |

Clubs exempts: Barakaldo CF, UCAM Murcia CF, CF Villanovense, Racing Club de Ferrol, UD Logroñés i Huracà València CF.

## Segona ronda
La segona ronda del torneig la van disputar els divuit vencedors de la primera ronda, els sis equips que n'havien quedat exempts i els vint-i-un equips de Segona Divisió. Va haver-hi un equip que va quedar exempt, i els equips de Segona havien de, obligatòriament, enfrontar-se entre si. L'eliminatòria es va jugar a partit únic el 9 de setembre de 2015.
| Local                   | Resultat       | Visitant                     |
| ----------------------- | -------------- | ---------------------------- |
| CD Mensajero            | 0-1            | Cadis CF                     |
| CF Talavera de la Reina | 0-2            | RB Linense                   |
| UD Logroñés             | 2-1            | Linares Deportivo            |
| CD Ebro                 | 1-0            | CD Tudelano                  |
| UCAM Murcia CF          | 2-1            | Algeciras CF                 |
| Club Lleida Esportiu    | 2-0            | CD Guijuelo                  |
| Huracà València CF      | 2-0            | UD Socuéllamos               |
| Arandina CF             | 2-4            | CF Reus Deportiu             |
| CD Laredo               | 3-1            | Cultural y Deportiva Leonesa |
| Barakaldo CF            | 3-1            | SD Formentera                |
| Racing Club de Ferrol   | 1-0            | CE Castelló                  |
| CF Villanovense         | 3-2            | Peña Sport FC                |
| RCD Mallorca            | 0-2            | SD Huesca                    |
| Gimnàstic de Tarragona  | 2-2 (pen. 5-4) | Girona FC                    |
| CD Leganés              | 2-0            | CD Tenerife                  |
| Córdoba CF              | 0-1            | CD Lugo                      |
| CD Mirandés             | 1-2            | CA Osasuna                   |
| Reial Oviedo            | 2-1            | Real Valladolid CF           |
| UE. Llagostera          | 2-1            | Albacete Balompié            |
| AD Alcorcón             | 0-1            | SD Ponferradina              |
| UD Almería              | 3-3 (pen. 4-3) | Elx CF                       |
| CD Numancia             | 0-1            | Deportivo Alavés             |

Club exempt: Reial Saragossa
CA Osasuna queda eliminat de la present edició de la Copa del Rei por alineació indeguda. És substituït pel CD Mirandés.

## Tercera ronda
La tercera ronda del torneig la disputaren els vint-i-dos vencedors de la segona ronda, i l'equip que n'havia quedat exempt. El sorteig es va celebrar el 18 de setembre de 2015 a la Ciutat del Futbol de Las Rozas. Els equips de Segona Divisió es van enfrontar un a l'altre i equips de Segona Divisió B i Tercera Divisió es van enfrontar entre ells. L'eliminatòria es va decidir a partit únic el 14 i 15 d'octubre de 2015, en el camp dels clubs les boles dels quals havien estat extretes en primer lloc en el sorteig.
| Local            | Resultat       | Visitant              |
| ---------------- | -------------- | --------------------- |
| Reial Oviedo     | 2 - 3          | CD Mirandés           |
| Reial Saragossa  | 1 - 2          | UE Llagostera         |
| CD Leganés       | 3 - 1          | Deportivo Alavés      |
| Barakaldo CF     | 1 - 0          | Huracà València CF    |
| SD Ponferradina  | 1 - 0          | CD Lugo               |
| UD Almería       | 2 - 1          | Gimnàstic             |
| Cadis CF         | 1 - 0          | CD Laredo             |
| RB Linense       | 2 - 0          | CD Ebro               |
| CF Reus Deportiu | 2 - 1          | Lleida Esportiu       |
| CF Villanovense  | 2 - 1          | Racing Club de Ferrol |
| UD Logroñés      | 2-2 (pen. 5-4) | UCAM Múrcia CF        |

## Fase final
El sorteig de la ronda de trenta-dosens de final es va dur a terme el 16 d'octubre de 2015, a la Ciutat del Futbol de Las Rozas. En aquesta ronda, tots els equips de Primera Divisió entren en la competició.
El sorteig dels setze aparellaments serà de la següent manera: els sis equips restants que participen a Segona Divisió B i Tercera Divisió s'enfrontaran als equips que es van classificar per a les competicions europees, això és: quatre equips (de Segona B i Tercera) s'enfrontaran a quatre equips de Champions i els dos equips restants se sortejaran, en la mateixa forma, amb els equips d'Europa League. L'equip restant s'enfrontarà a un equip de Segona Divisió. Els cinc equips restants seran sortejats contra cinc equips dels tretze restants equips de la primera divisió. Els vuit equips restants de la Lliga s'enfrontaran entre si. En els partits dels equips amb diferents nivells de lliga, l'equip de nivell inferior jugarà a casa el partit d'anada. Aquesta regla també s'aplica a la ronda de vuitens de final, però no per als quarts de final i semifinals, l'ordre serà a partir de l'ordre de sorteig.

## Setzens de final
| Local anada         | Resultat global | Local tornada          | Anada | Tornada  |
| ------------------- | --------------- | ---------------------- | ----- | -------- |
| CF Villanovense     | 1 - 6           | FC Barcelona           | 0 - 0 | 6 - 1    |
| CF Reus Deportiu    | 1 - 3           | Atlètic de Madrid      | 1 - 2 | 1 - 0    |
| CD Leganés          | 2 - 2           | Granada CF             | 2 - 1 | 1 - 0    |
| Barakaldo CF        | 1 - 5           | València CF            | 1 - 3 | 2 - 0    |
| UD Logroñés         | 0 - 5           | Sevilla FC             | 0 - 3 | 2 - 0    |
| UD Almería          | 1 - 4           | Celta de Vigo          | 1 - 3 | 1 - 0    |
| UE Llagostera       | 2 - 3           | Deportivo de la Coruña | 1 - 2 | 1 - 1    |
| Rayo Vallecano      | 3 - 3           | Getafe CF              | 2 - 0 | 3 - 1    |
| Real Betis Balompié | 5 - 3           | Real Sporting de Gijón | 2 - 0 | 3 - 3    |
| Cadis CF            | 3 - 0           | Reial Madrid CF        | 1 - 3 | anul·lat |
| RB Linense          | 2 - 5           | Athletic Club          | 1 - 2 | 3 - 3    |
| SD Huesca           | 3 - 4           | Vila-real CF           | 3 - 2 | 2 - 0    |
| CD Mirandés         | 3 - 1           | Málaga CF              | 2 - 1 | 0 - 1    |
| SD Ponferradina     | 3 - 4           | SD Eibar               | 3 - 0 | 4 - 0    |
| Llevant UE          | 2 - 3           | RCD Espanyol           | 1 - 1 | 2 - 1    |
| UD Las Palmas       | 3 - 2           | Reial Societat         | 2 - 1 | 1- 1     |

## Vuitens de final
El 18 de desembre se celebrà el sorteig d'emparellaments de 1/8 de final amb els setze equips guanyadors de les eliminatòries de 1/16 de final.
| Local anada         | Resultat global | Local tornada          | Anada | Tornada |
| ------------------- | --------------- | ---------------------- | ----- | ------- |
| Athletic Club       | 4 - 2           | Vila-real CF           | 3 - 2 | 0 - 1   |
| València CF         | 7 - 0           | Granada CF             | 4 - 0 | 0 - 3   |
| CD Mirandés         | 4 - 1           | Deportivo de la Coruña | 1 - 1 | 0 - 3   |
| Real Betis Balompié | 0 - 6           | Sevilla FC             | 0 - 2 | 4 - 0   |
| FC Barcelona        | 6 - 1           | RCD Espanyol           | 4 - 1 | 0 - 2   |
| Rayo Vallecano      | 1 - 4           | Atlètic de Madrid      | 1 - 1 | 3 - 0   |
| Cadis CF            | 0 - 5           | Celta de Vigo          | 0 - 3 | 2 - 0   |
| SD Eibar            | 4 - 6           | UD Las Palmas          | 2 - 3 | 3 - 2   |

## Quarts de final
El 15 de gener de 2016 se celebrà el sorteig d'emparellaments de 1/4 de final amb els vuit equips guanyadors de les eliminatòries de 1/8 de final.
| Local anada      | Resultat global | Local tornada     | Anada | Tornada |
| ---------------- | --------------- | ----------------- | ----- | ------- |
| RC Celta de Vigo | 3 - 2           | Atlètic de Madrid | 0 - 0 | 2 - 3   |
| Athletic Club    | 2 - 5           | FC Barcelona      | 1 - 2 | 3 - 1   |
| València CF      | 2 - 1           | UD Las Palmas     | 1 - 1 | 0 - 1   |
| Sevilla FC       | 5 - 0           | CD Mirandés       | 2 - 0 | 0 - 3   |

## Semifinals
Un cop es van classificar els quatre equips, el divendres 29 de gener es va dur a terme el sorteig a la Ciutat del Futbol de Las Rozas, a Madrid, donant com a resultat els següents emparellaments:
| Local anada  | Resultat global | Local tornada    | Anada | Tornada |
| ------------ | --------------- | ---------------- | ----- | ------- |
| FC Barcelona | 8-1             | València CF      | 7-0   | 1-1     |
| Sevilla FC   | 6-2             | RC Celta de Vigo | 4-0   | 2-2     |

## Final
| FC Barcelona                   | 2-0 (pr.) | Sevilla FC |
| ------------------------------ | --------- | ---------- |
| Jordi Alba 97' · Neymar 120+2' |           |            |

## Quadre Resum
|  | Vuitens de final       | Vuitens de final  | Vuitens de final | Vuitens de final |   |                  | Quarts de final | Quarts de final | Quarts de final | Quarts de final |  |              | Semifinals | Semifinals | Semifinals | Semifinals |              |              | Final        | Final | Final | Final |
|  |                        |                   |                  |                  |   |                  |                 |                 |                 |                 |  |              |            |            |            |            |              |              |              |       |       |       |
|  | Athletic Club          | 3                 | 1                | 4                |   |                  |                 |                 |                 |                 |  |              |            |            |            |            |              |              |              |       |       |       |
|  | Vila-real CF           | 2                 | 0                | 2                |   |                  |                 |                 |                 |                 |  |              |            |            |            |            |              |              |              |       |       |       |
|  | Vila-real CF           | 2                 | 0                | 2                |   | Athletic Club    | 1               | 1               | 2               |                 |  |              |            |            |            |            |              |              |              |       |       |       |
|  |                        |                   |                  |                  |   | Athletic Club    | 1               | 1               | 2               |                 |  |              |            |            |            |            |              |              |              |       |       |       |
|  |                        | FC Barcelona      | 2                | 3                | 5 |                  |                 |                 |                 |                 |  |              |            |            |            |            |              |              |              |       |       |       |
|  | FC Barcelona           | FC Barcelona      | 2                | 3                | 5 | 4                | 2               | 6               |                 |                 |  |              |            |            |            |            |              |              |              |       |       |       |
|  | FC Barcelona           |                   |                  |                  |   | 4                | 2               | 6               |                 |                 |  |              |            |            |            |            |              |              |              |       |       |       |
|  | RCD Espanyol           | 1                 | 0                | 1                |   |                  |                 |                 |                 |                 |  |              |            |            |            |            |              |              |              |       |       |       |
|  | RCD Espanyol           | 1                 | 0                | 1                |   |                  |                 |                 |                 |                 |  | FC Barcelona | 7          | 1          | 8          |            |              |              |              |       |       |       |
|  |                        |                   |                  |                  |   |                  |                 |                 |                 |                 |  | FC Barcelona | 7          | 1          | 8          |            |              |              |              |       |       |       |
|  |                        | València CF       | 0                | 1                | 1 |                  |                 |                 |                 |                 |  |              |            |            |            |            |              |              |              |       |       |       |
|  | València CF            | València CF       | 0                | 1                | 1 | 4                | 3               | 7               |                 |                 |  |              |            |            |            |            |              |              |              |       |       |       |
|  | València CF            |                   |                  |                  |   | 4                | 3               | 7               |                 |                 |  |              |            |            |            |            |              |              |              |       |       |       |
|  | Granada CF             | 0                 | 0                | 0                |   |                  |                 |                 |                 |                 |  |              |            |            |            |            |              |              |              |       |       |       |
|  | Granada CF             | 0                 | 0                | 0                |   | València CF      | 1               | 1               | 2               |                 |  |              |            |            |            |            |              |              |              |       |       |       |
|  |                        |                   |                  |                  |   | València CF      | 1               | 1               | 2               |                 |  |              |            |            |            |            |              |              |              |       |       |       |
|  |                        | UD Las Palmas     | 1                | 0                | 1 |                  |                 |                 |                 |                 |  |              |            |            |            |            |              |              |              |       |       |       |
|  | SD Eibar               | UD Las Palmas     | 1                | 0                | 1 | 2                | 2               | 4               |                 |                 |  |              |            |            |            |            |              |              |              |       |       |       |
|  | SD Eibar               |                   |                  |                  |   | 2                | 2               | 4               |                 |                 |  |              |            |            |            |            |              |              |              |       |       |       |
|  | UD Las Palmas          | 3                 | 3                | 6                |   |                  |                 |                 |                 |                 |  |              |            |            |            |            |              |              |              |       |       |       |
|  | UD Las Palmas          | 3                 | 3                | 6                |   |                  |                 |                 |                 |                 |  |              |            |            |            |            | FC Barcelona | FC Barcelona | FC Barcelona | 2     |       |       |
|  |                        |                   |                  |                  |   |                  |                 |                 |                 |                 |  |              |            |            |            |            |              | FC Barcelona | FC Barcelona | 2     |       |       |
|  |                        | Sevilla FC        | Sevilla FC       | Sevilla FC       | 0 |                  |                 |                 |                 |                 |  |              |            |            |            |            |              |              |              |       |       |       |
|  | Reial Betis            | Sevilla FC        | Sevilla FC       | Sevilla FC       | 0 | 0                | 0               | 0               |                 |                 |  |              |            |            |            |            |              |              |              |       |       |       |
|  | Reial Betis            |                   |                  |                  |   | 0                | 0               | 0               |                 |                 |  |              |            |            |            |            |              |              |              |       |       |       |
|  | Sevilla FC             | 2                 | 4                | 6                |   |                  |                 |                 |                 |                 |  |              |            |            |            |            |              |              |              |       |       |       |
|  | Sevilla FC             | 2                 | 4                | 6                |   | Sevilla FC       | 2               | 3               | 5               |                 |  |              |            |            |            |            |              |              |              |       |       |       |
|  |                        |                   |                  |                  |   | Sevilla FC       | 2               | 3               | 5               |                 |  |              |            |            |            |            |              |              |              |       |       |       |
|  |                        | CD Mirandés       | 0                | 0                | 0 |                  |                 |                 |                 |                 |  |              |            |            |            |            |              |              |              |       |       |       |
|  | CD Mirandés            | CD Mirandés       | 0                | 0                | 0 | 1                | 3               | 4               |                 |                 |  |              |            |            |            |            |              |              |              |       |       |       |
|  | CD Mirandés            |                   |                  |                  |   | 1                | 3               | 4               |                 |                 |  |              |            |            |            |            |              |              |              |       |       |       |
|  | Deportivo de La Coruña | 1                 | 0                | 1                |   |                  |                 |                 |                 |                 |  |              |            |            |            |            |              |              |              |       |       |       |
|  | Deportivo de La Coruña | 1                 | 0                | 1                |   |                  |                 |                 |                 |                 |  | Sevilla FC   | 4          | 2          | 6          |            |              |              |              |       |       |       |
|  |                        |                   |                  |                  |   |                  |                 |                 |                 |                 |  | Sevilla FC   | 4          | 2          | 6          |            |              |              |              |       |       |       |
|  |                        | RC Celta de Vigo  | 0                | 2                | 2 |                  |                 |                 |                 |                 |  |              |            |            |            |            |              |              |              |       |       |       |
|  | Cadis CF               | RC Celta de Vigo  | 0                | 2                | 2 | 0                | 0               | 0               |                 |                 |  |              |            |            |            |            |              |              |              |       |       |       |
|  | Cadis CF               |                   |                  |                  |   | 0                | 0               | 0               |                 |                 |  |              |            |            |            |            |              |              |              |       |       |       |
|  | RC Celta de Vigo       | 3                 | 2                | 5                |   |                  |                 |                 |                 |                 |  |              |            |            |            |            |              |              |              |       |       |       |
|  | RC Celta de Vigo       | 3                 | 2                | 5                |   | RC Celta de Vigo | 0               | 3               | 3               |                 |  |              |            |            |            |            |              |              |              |       |       |       |
|  |                        |                   |                  |                  |   | RC Celta de Vigo | 0               | 3               | 3               |                 |  |              |            |            |            |            |              |              |              |       |       |       |
|  |                        | Atlètic de Madrid | 0                | 2                | 2 |                  |                 |                 |                 |                 |  |              |            |            |            |            |              |              |              |       |       |       |
|  | Rayo Vallecano         | Atlètic de Madrid | 0                | 2                | 2 | 1                | 0               | 1               |                 |                 |  |              |            |            |            |            |              |              |              |       |       |       |
|  | Rayo Vallecano         |                   |                  |                  |   | 1                | 0               | 1               |                 |                 |  |              |            |            |            |            |              |              |              |       |       |       |
|  | Atlètic de Madrid      | 1                 | 3                | 4                |   |                  |                 |                 |                 |                 |  |              |            |            |            |            |              |              |              |       |       |       |

## Golejadors
Llista de màxims golejadors de la competició:
| Pos. | Jugador             | Equip             | Gols |
| ---- | ------------------- | ----------------- | ---- |
| 1r.  | Álvaro Negredo      | València CF       | 5    |
| 1r.  | Leo Messi           | FC Barcelona      | 5    |
| 1r.  | Luis Suárez         | FC Barcelona      | 5    |
| 1r.  | John Guidetti       | RC Celta de Vigo  | 5    |
| 1r.  | Munir El Haddadi    | FC Barcelona      | 5    |
| 6è.  | Iago Aspas          | RC Celta de Vigo  | 4    |
| 6è.  | Neymar              | FC Barcelona      | 4    |
| 8è.  | Antoine Griezmann   | Atlètic de Madrid | 3    |
| 8è.  | Michael Krohn-Dehli | Sevilla FC        | 3    |
| 8è.  | Sandro Ramírez      | FC Barcelona      | 3    |
| 8è.  | Iñaki Williams      | Athletic Club     | 3    |
| 8è.  | Kévin Gameiro       | Sevilla FC        | 3    |